# 広島県立みよし風土記の丘

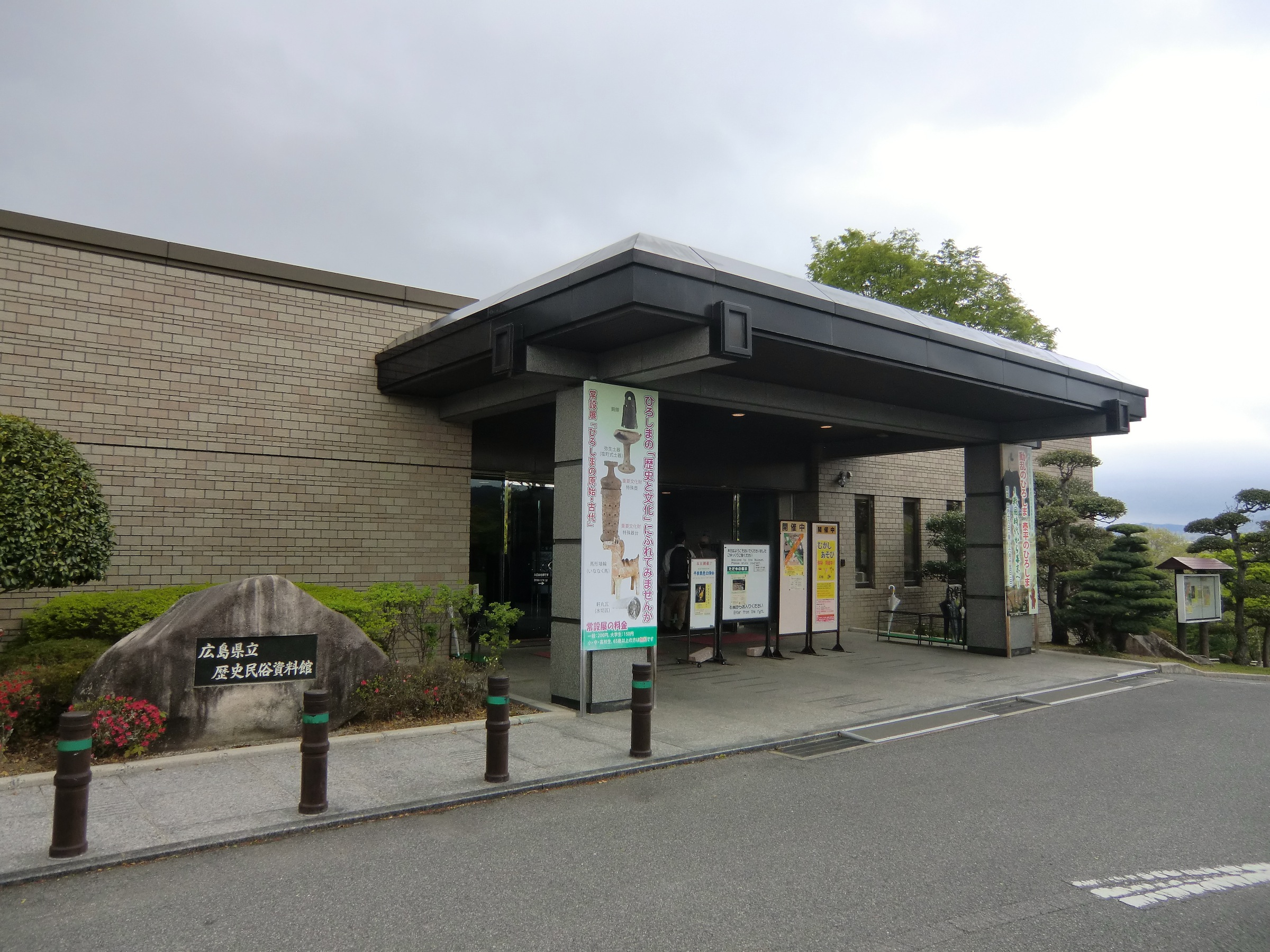
みよし風土記の丘ミュージアム（広島県立歴史民俗資料館）

広島県立みよし風土記の丘（ひろしまけんりつみよしふどきのおか）は、広島県三次市小田幸町にある風土記の丘である。

## 概要
1979年（昭和54年）4月に開園。
国の史跡「浄楽寺・七ツ塚古墳群」や国の重要文化財「旧真野家（しんのけ）住宅」をはじめ、復原古代建物、復原石室・石棺や自然野草園、野鳥の森などが整備されている。 

## 施設
- 広島県立歴史民俗資料館
- 旧真野家住宅 - 重要文化財
- 浄楽寺・七ツ塚古墳群 - 国の史跡
- 古墳時代の復元建物 - 竪穴建物、平地建物、高床建物
- 復元石室・石棺 - 篠津原第3号古墳（横穴式石室）、酒屋高塚古墳（竪穴式石室）、宗祐池西遺跡（箱形石棺）、宮の本24号墳（墳丘・竪穴式石室・箱式石棺）
- 自然野草園
- 野鳥の森
- 広島県自然歩道霧の里ルートに含まれる。

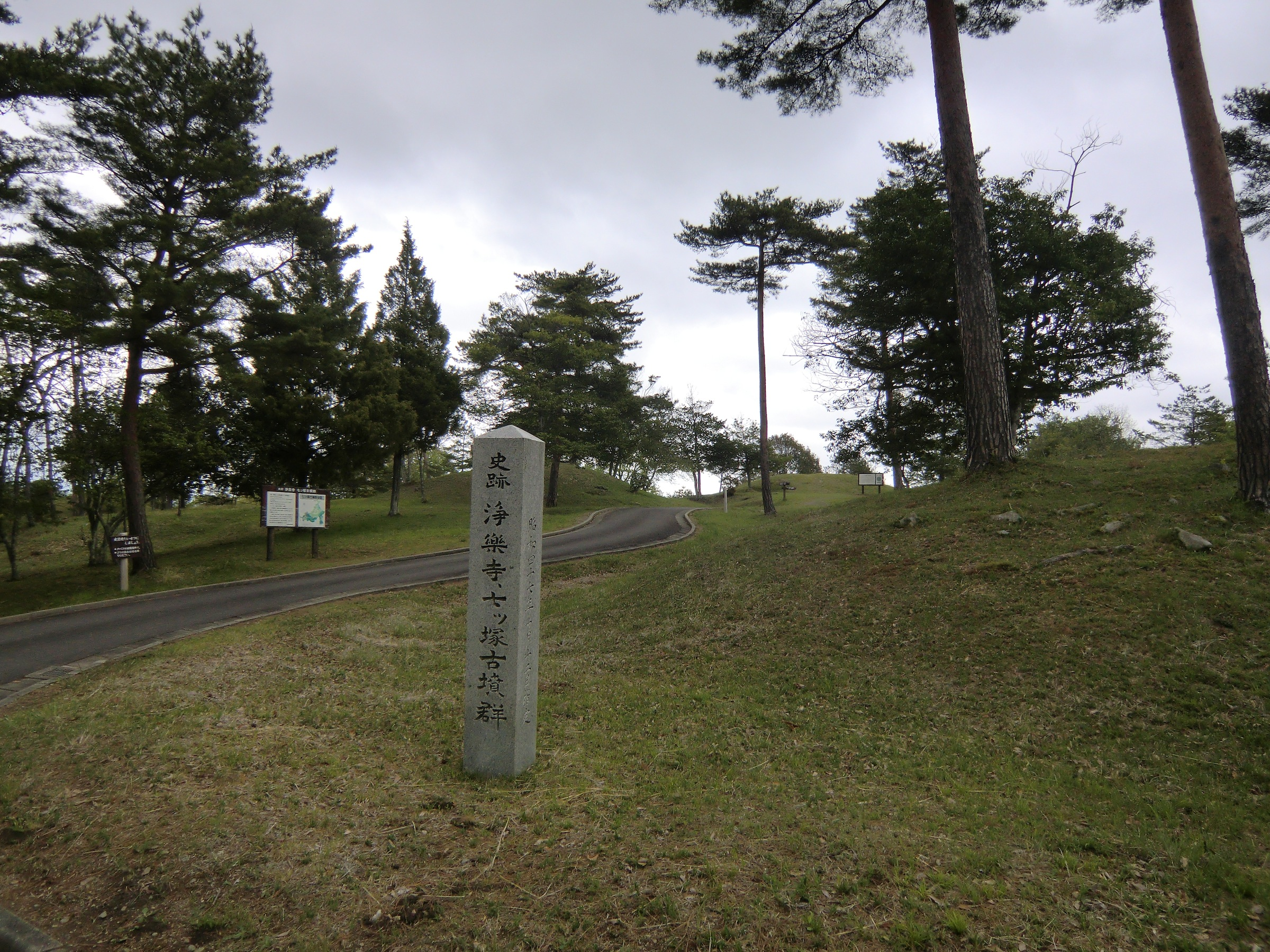
浄楽寺・七ツ塚古墳群
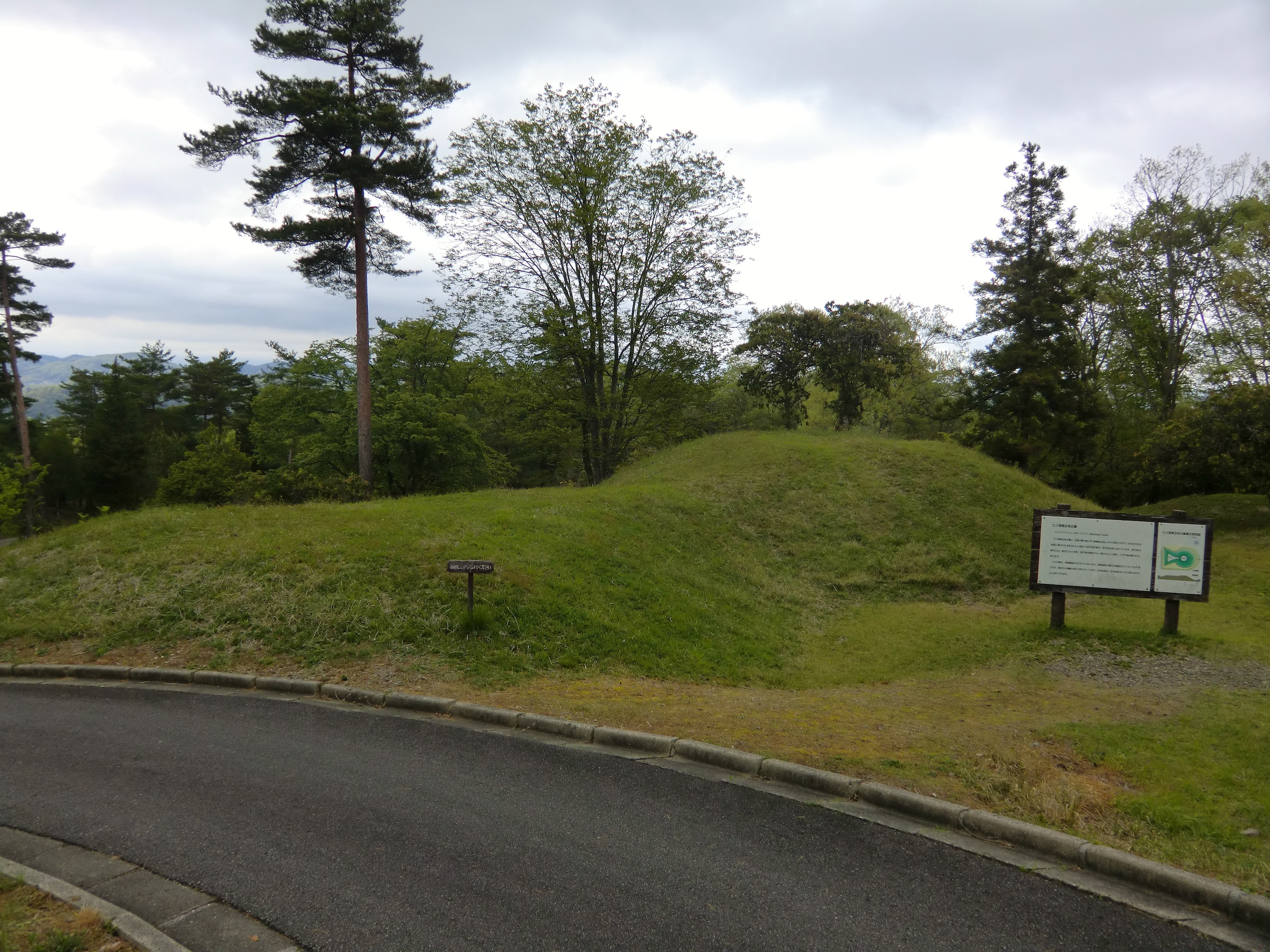
七ツ塚第9号古墳
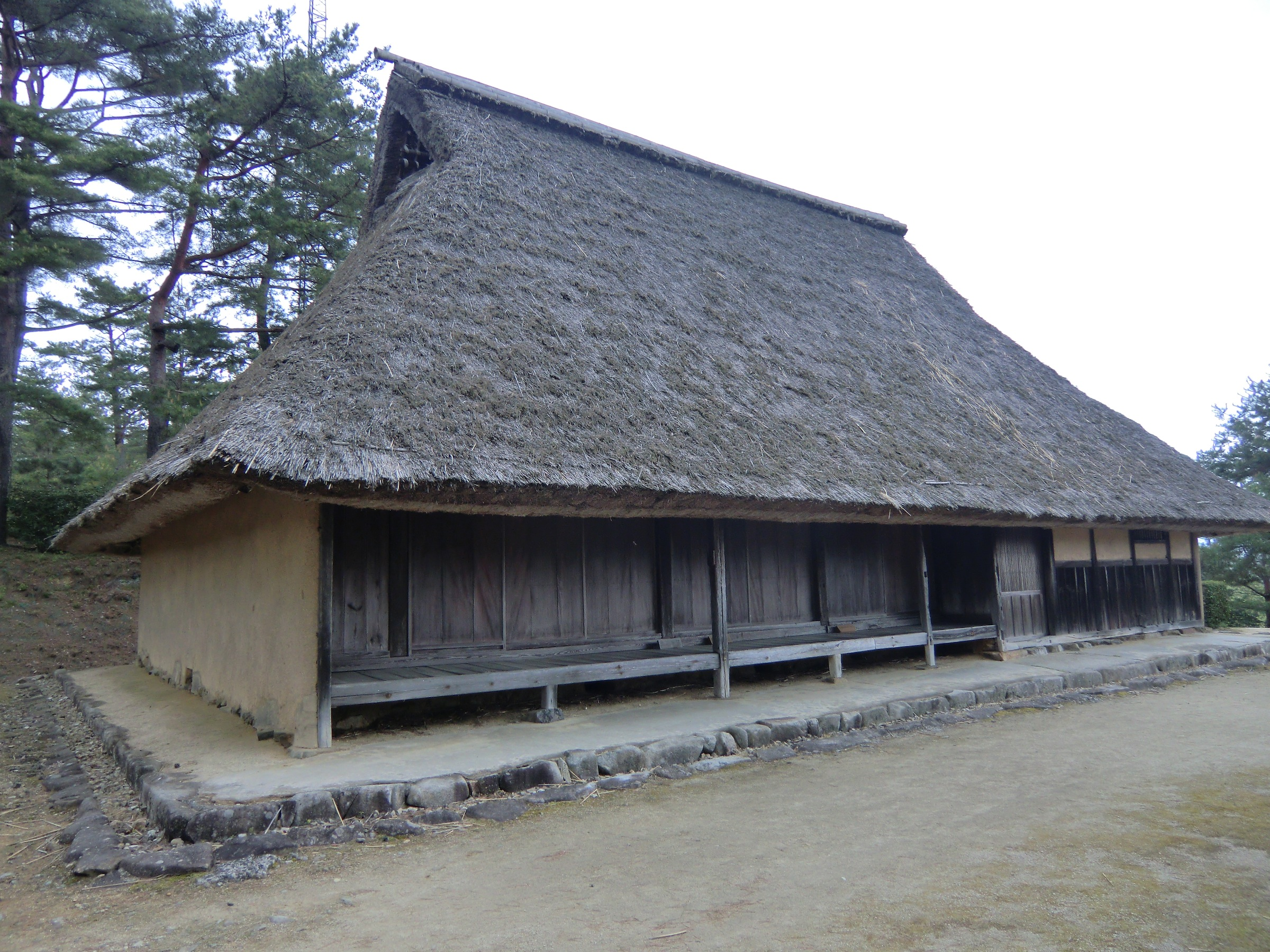
旧真野家住宅
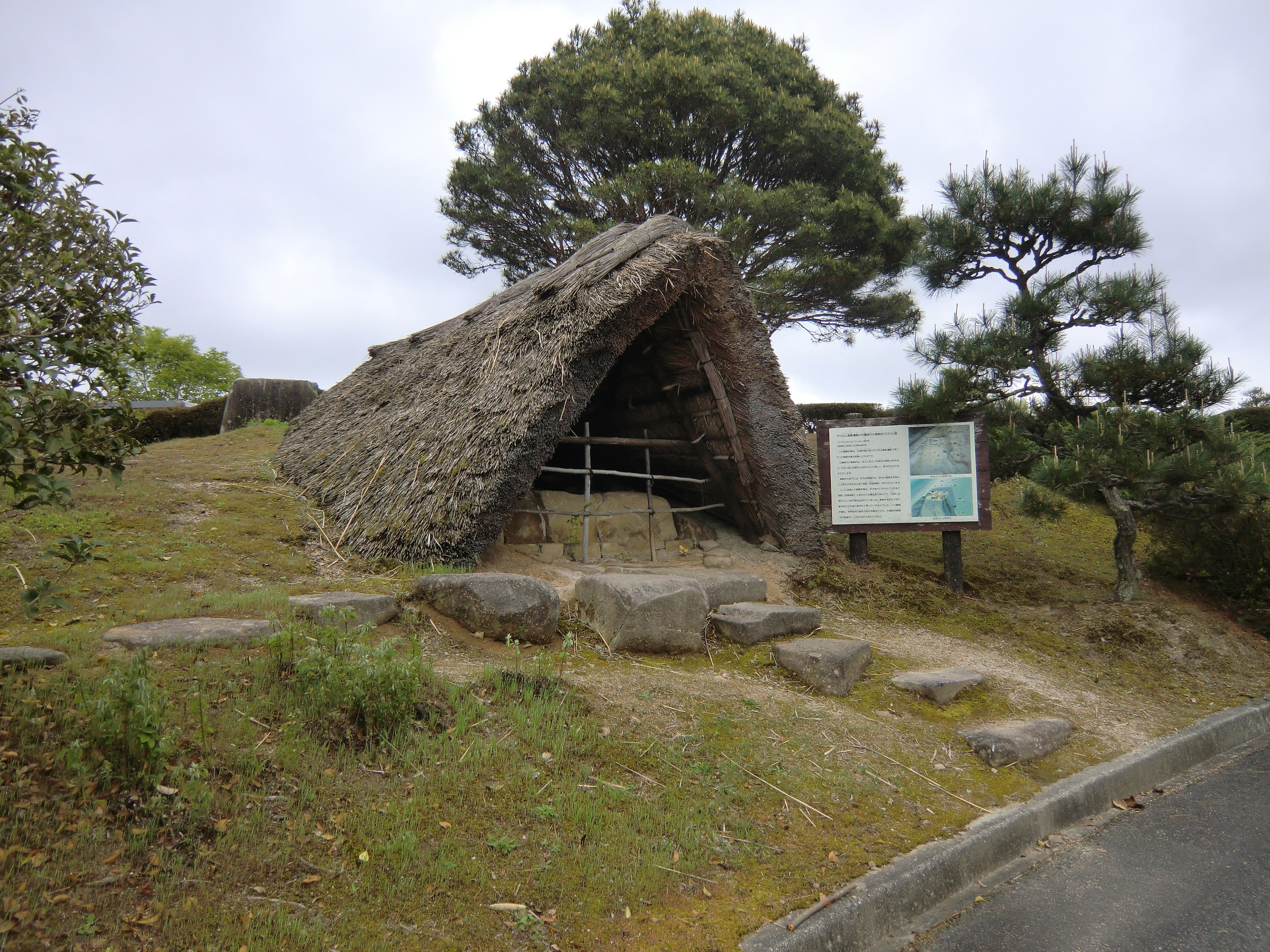
戸の丸山製鉄遺跡（たたら製鉄炉）の移築復元

## 文化財

### 重要文化財（国指定）
- 旧真野家住宅（旧所在 広島県世羅郡世羅町）（建造物） - 1980年（昭和55年）1月26日指定[2]。
- 広島県矢谷古墳出土品（考古資料） - 明細は後出。広島県立歴史民俗資料館保管。1994年（平成6年）6月28日指定[3]。

- 主体部出土
  - 玉類
    - 碧玉管玉 残欠共 5箇
    - ガラス小玉 3箇

  - 鉄鉇 1本
  - 鉄刀子残欠 2口
- 周溝出土
  - 特殊壺 1箇
  - 特殊器台 残欠共 2箇分
- （附指定）土器片 一括

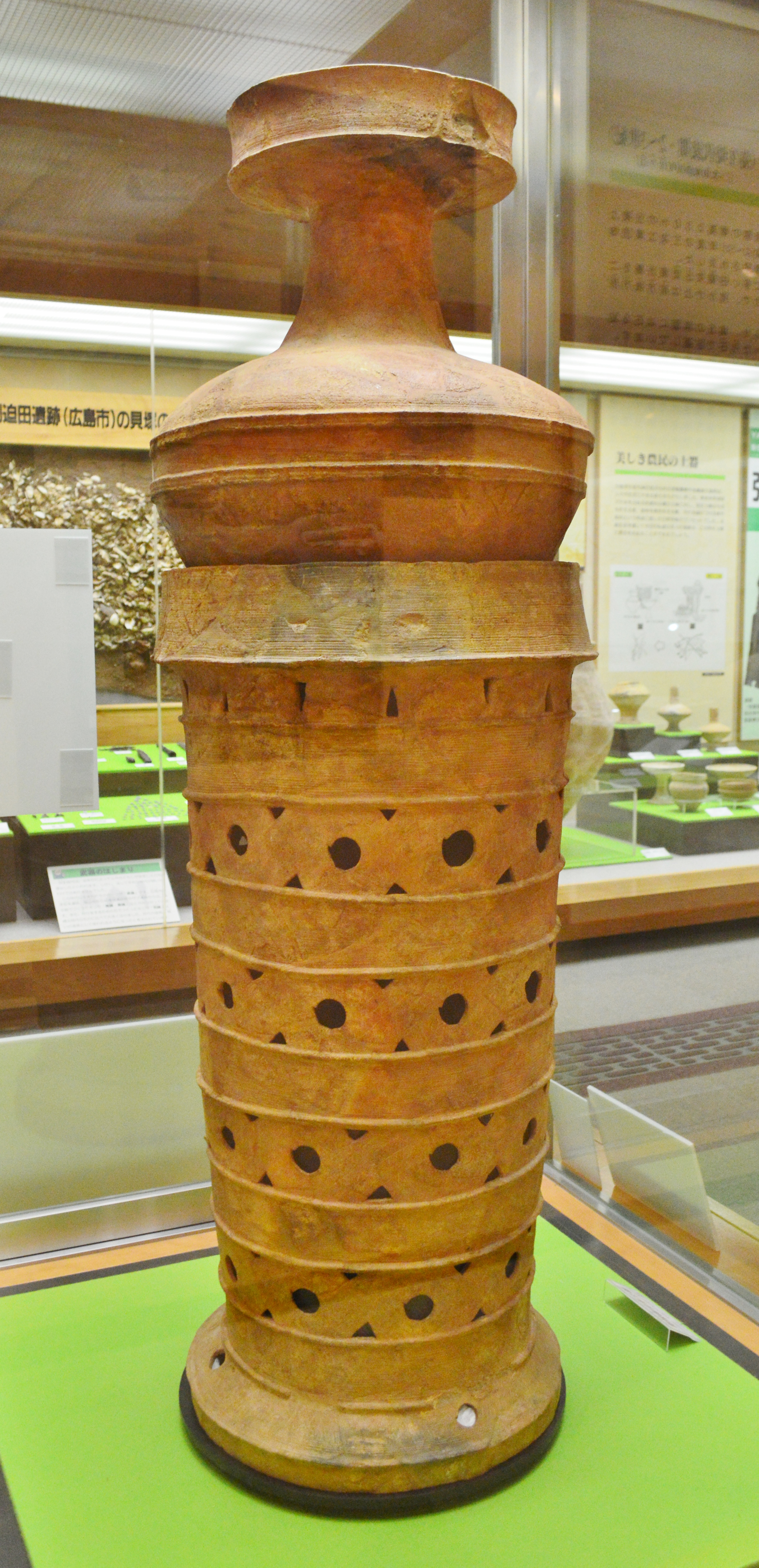
矢谷古墳（矢谷墳丘墓）出土 特殊壺・特殊器台形土器
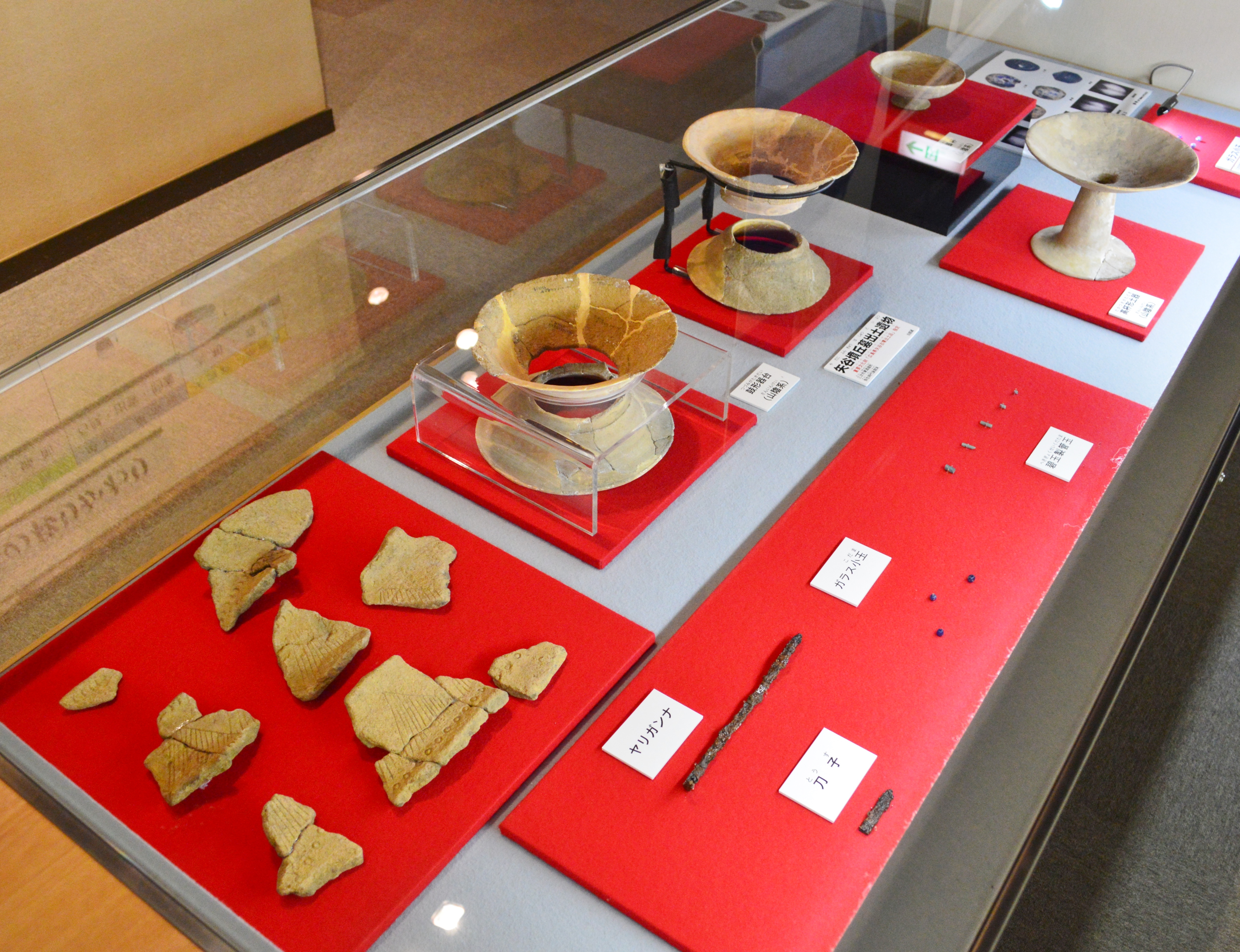
矢谷古墳（矢谷墳丘墓）出土品

### 重要無形民俗文化財（国指定）
- 江の川流域の漁撈用具 附 漁場関係資料 - 広島県立歴史民俗資料館保管。1999年（平成11年）12月21日指定[4]。

### 国の史跡
- 浄楽寺・七ツ塚古墳群 - 1972年（昭和47年）10月12日指定、1975年（昭和50年）2月7日に史跡範囲の追加指定[5]。

### 広島県指定文化財
- 重要文化財（有形文化財）
  - 壬生西谷遺跡出土遺物（考古資料） - 一部を広島県立歴史民俗資料館保管。1994年（平成6年）2月28日指定[6]。
  - 袈裟襷文銅鐸（黒川遺跡出土）（考古資料） - 広島県立歴史民俗資料館保管。2017年（平成29年）12月4日指定[7]。

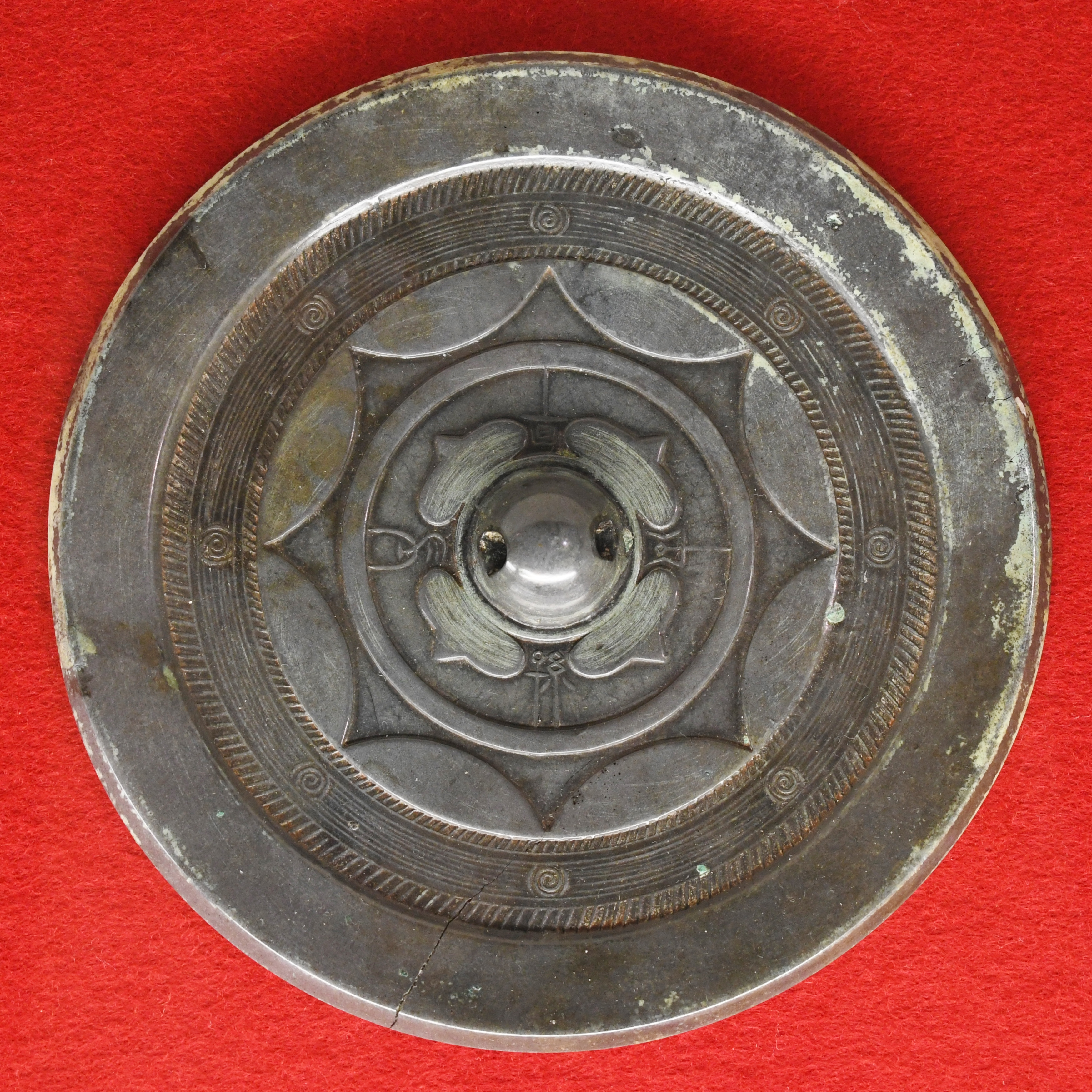
壬生西谷遺跡出土 内行花文鏡
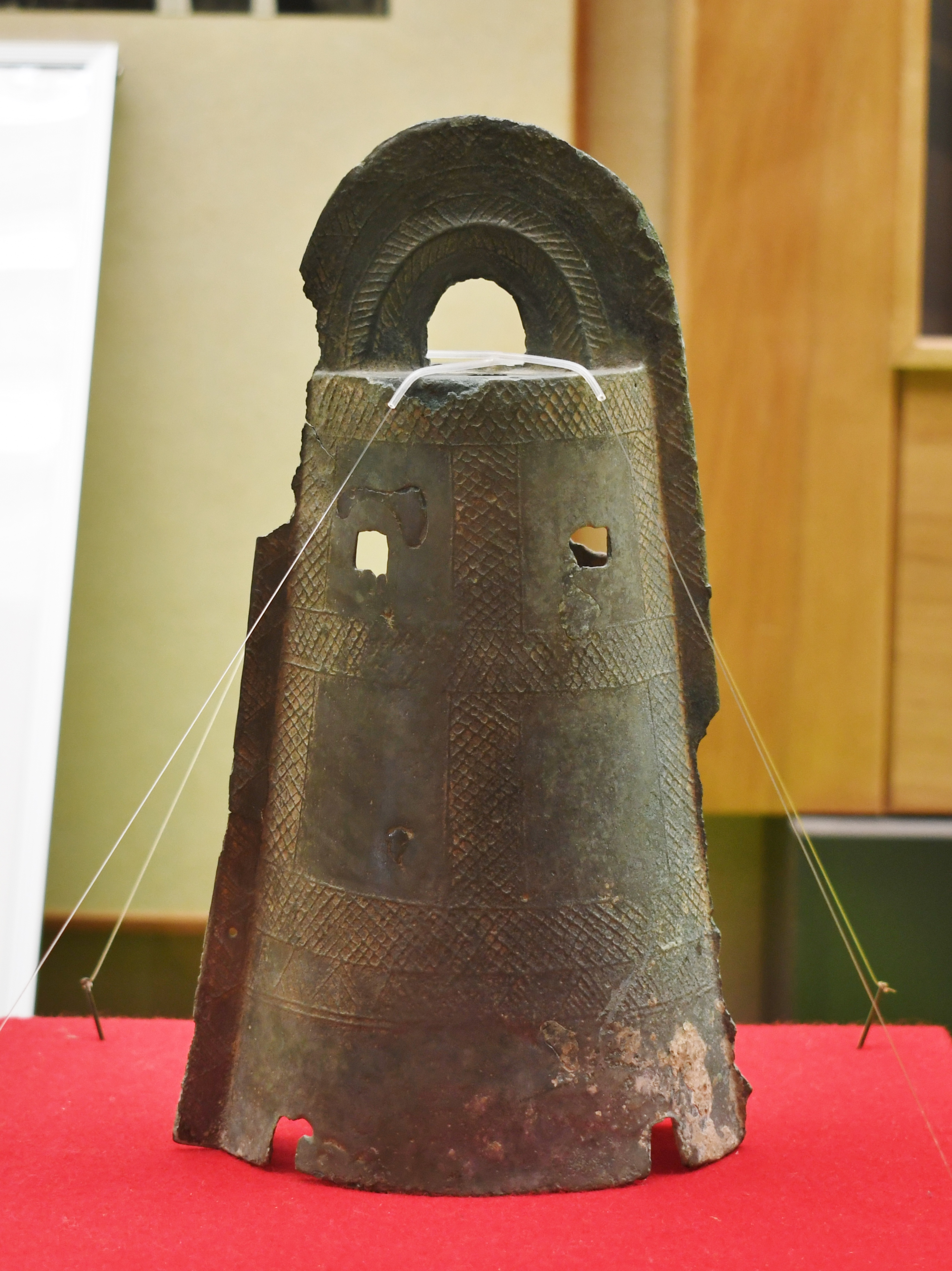
黒川遺跡出土 袈裟襷文銅鐸

### その他

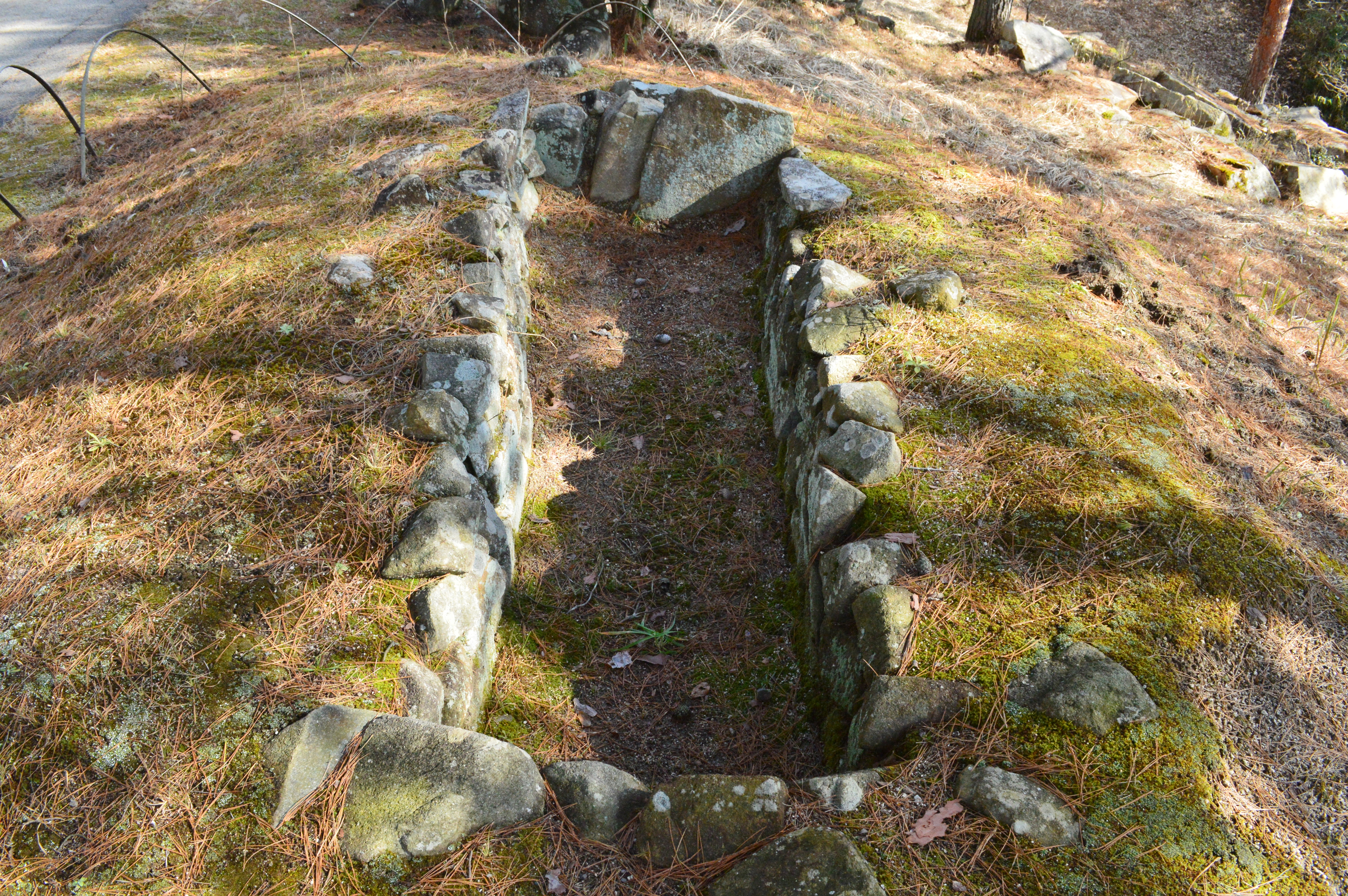
酒屋高塚古墳 第2号石室
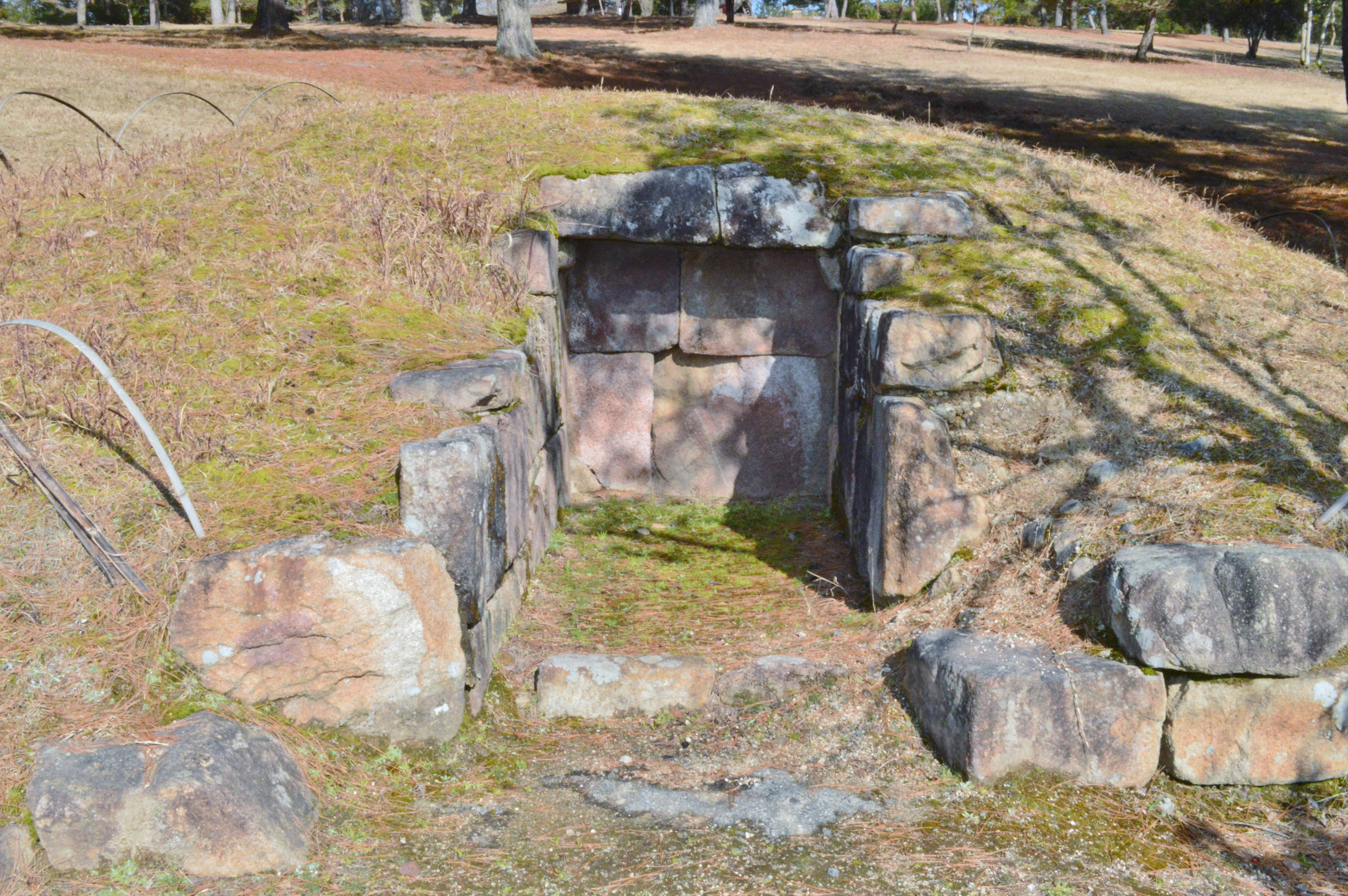
篠津原3号墳 移築横穴式石室
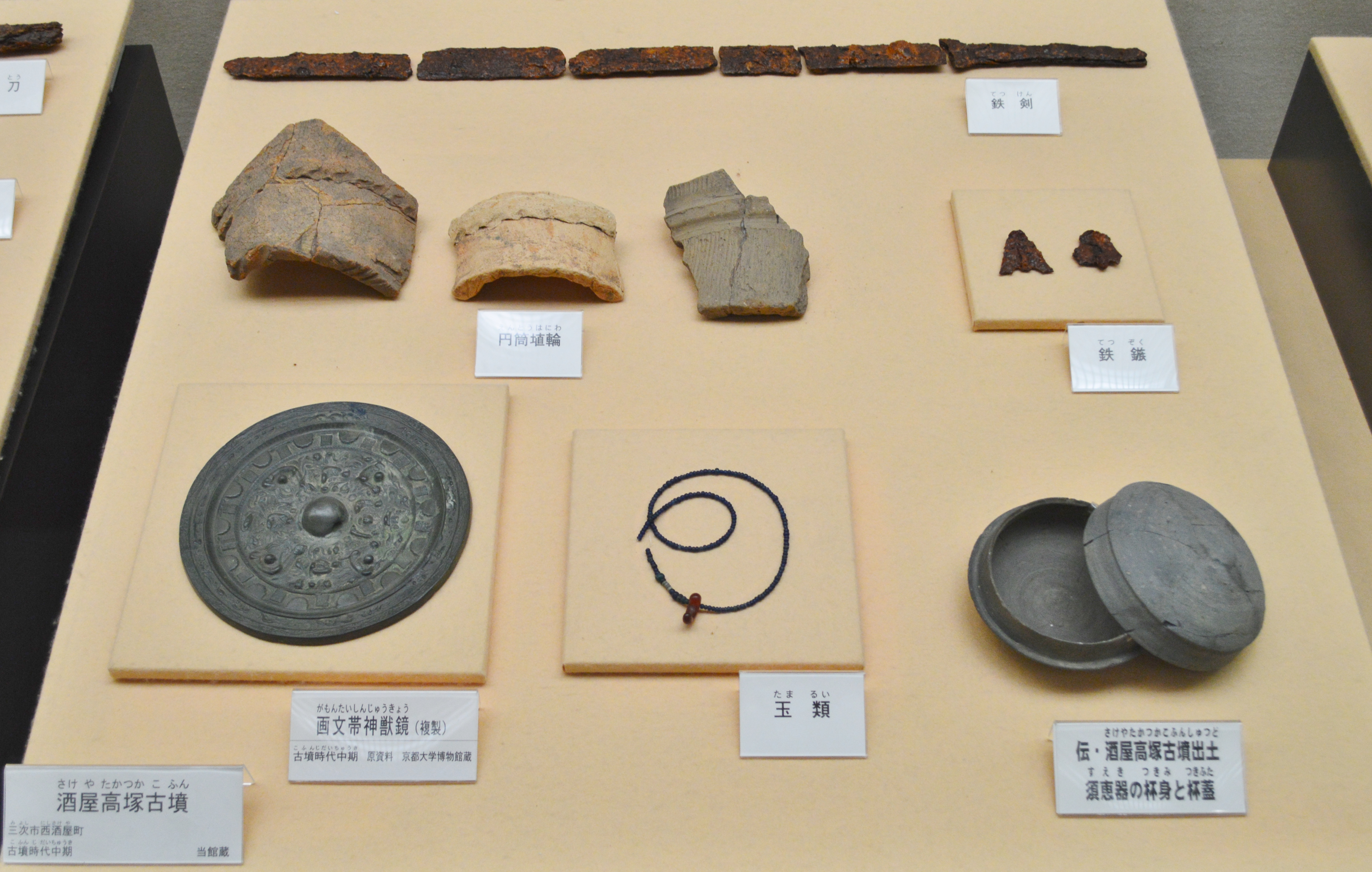
酒屋高塚古墳 出土品
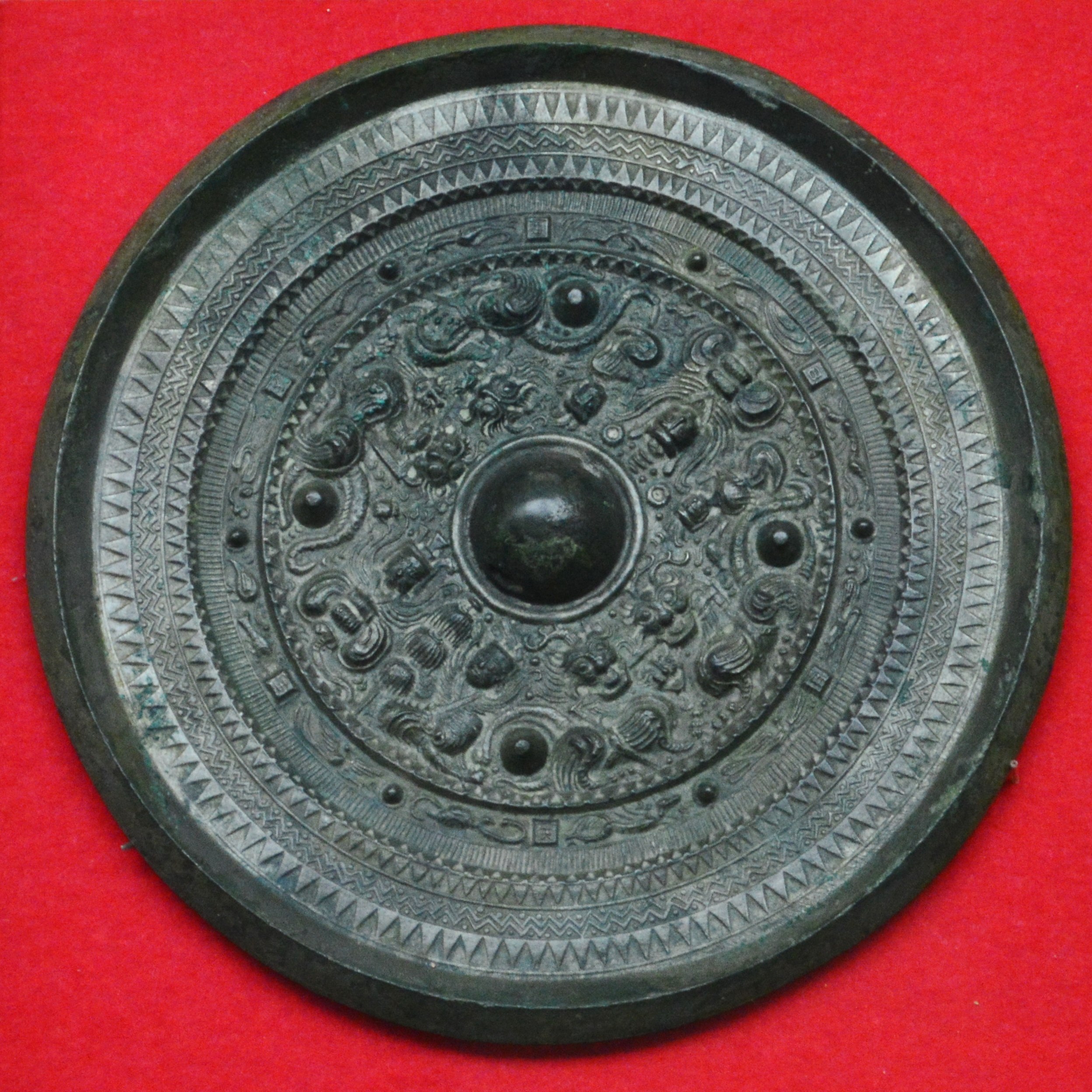
潮崎山古墳出土 三角縁神獣鏡（複製）
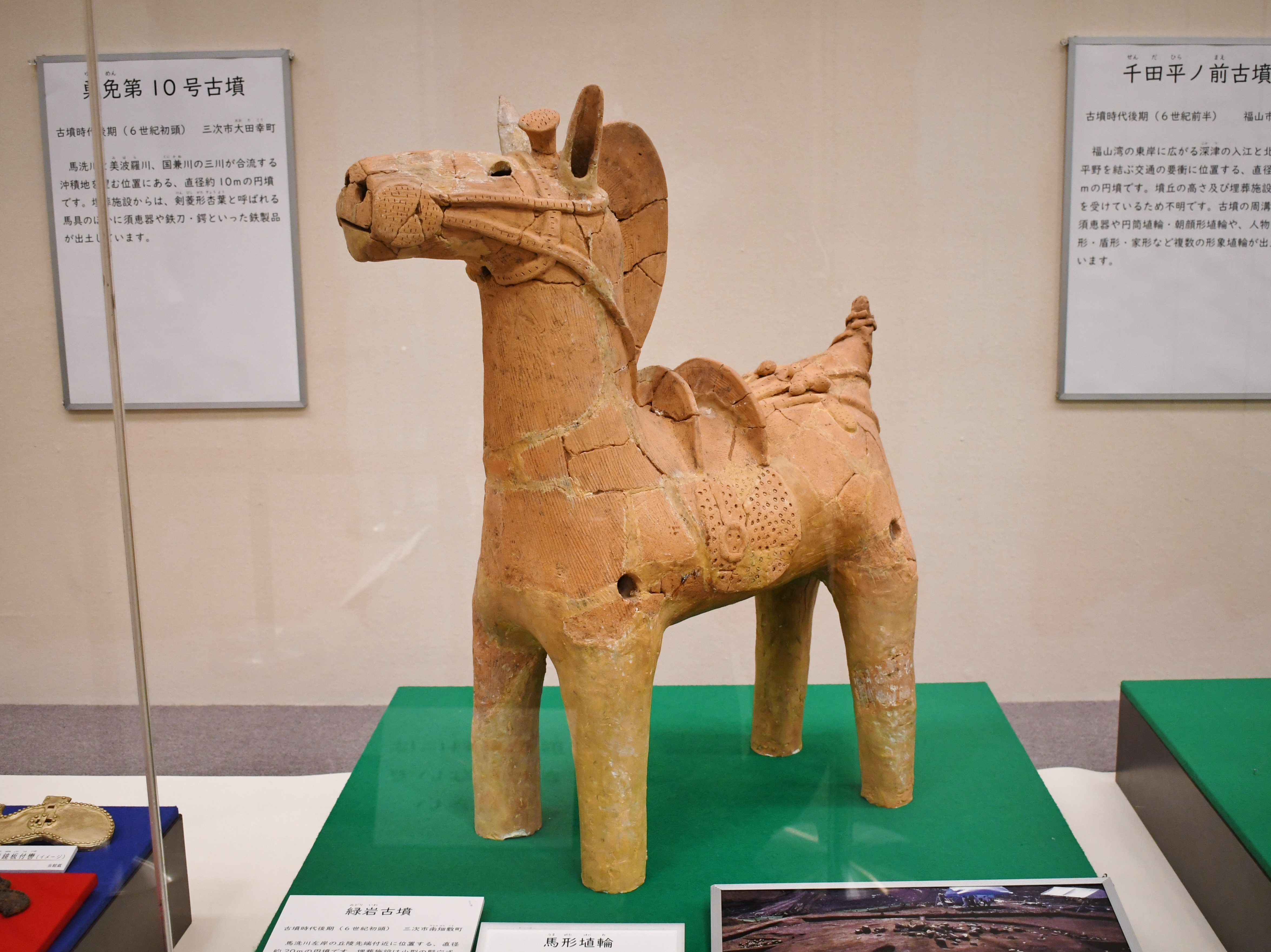
緑岩古墳 馬形埴輪
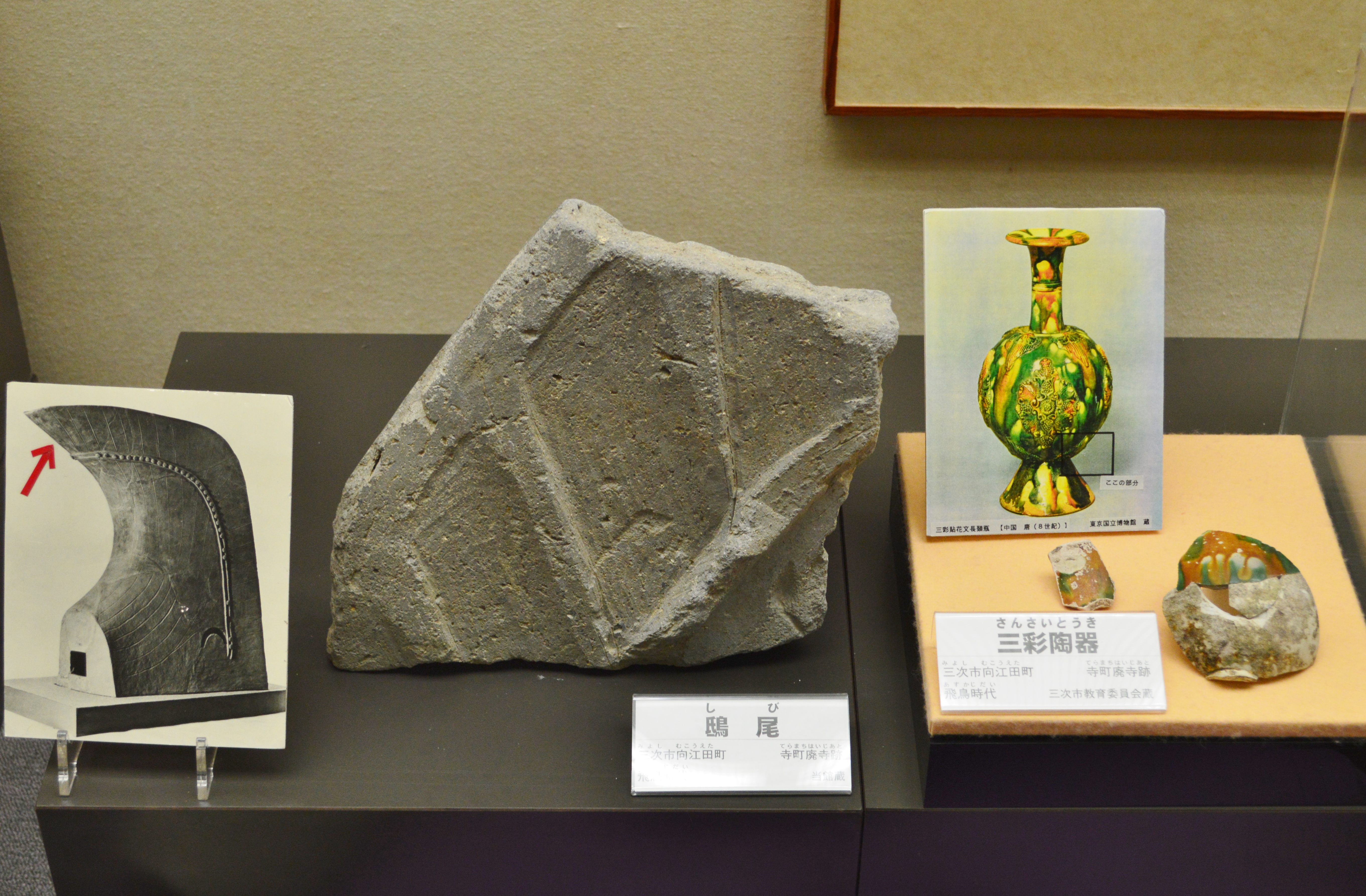
寺町廃寺跡出土 鴟尾・三彩陶器
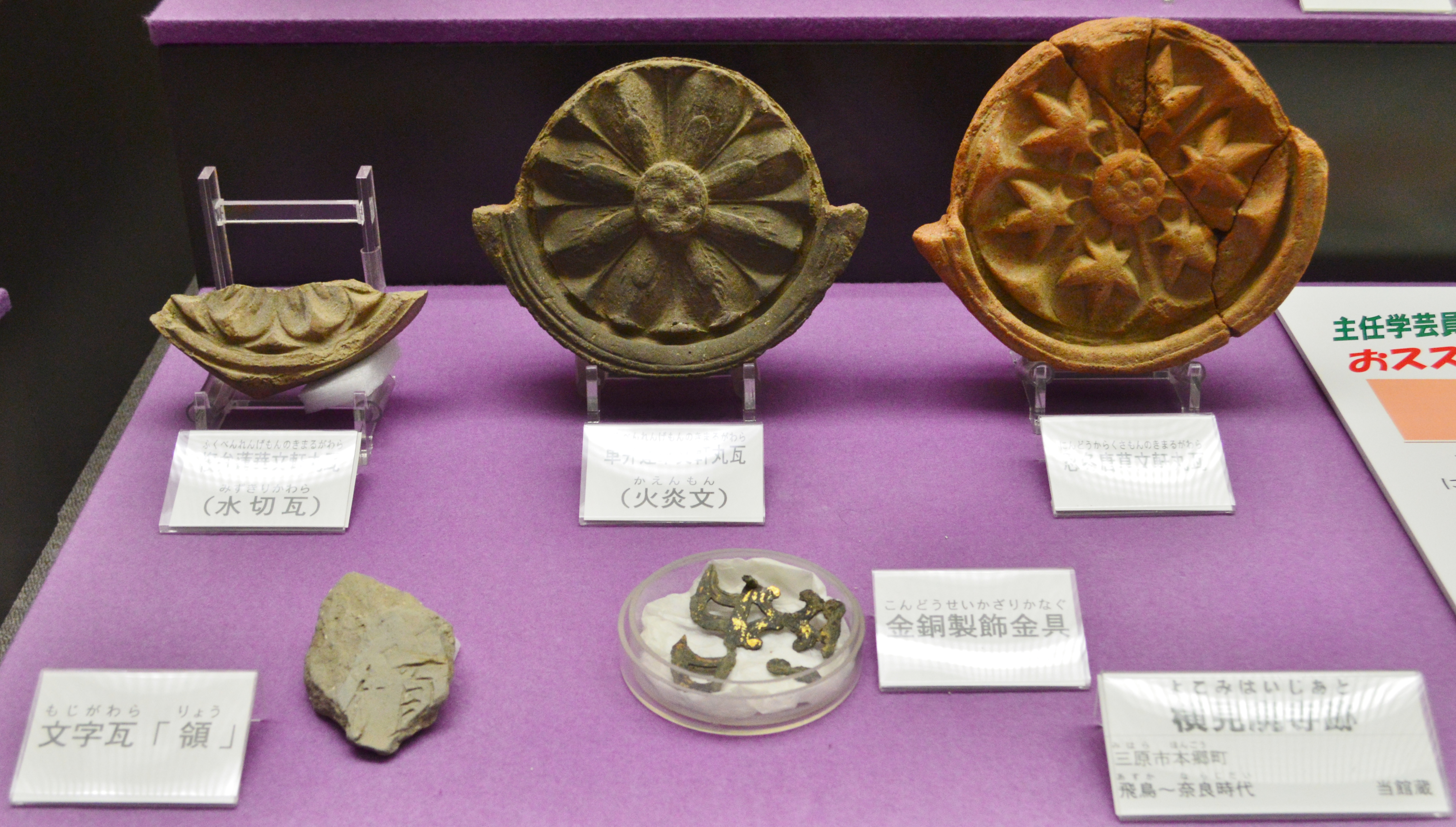
横見廃寺跡 出土品
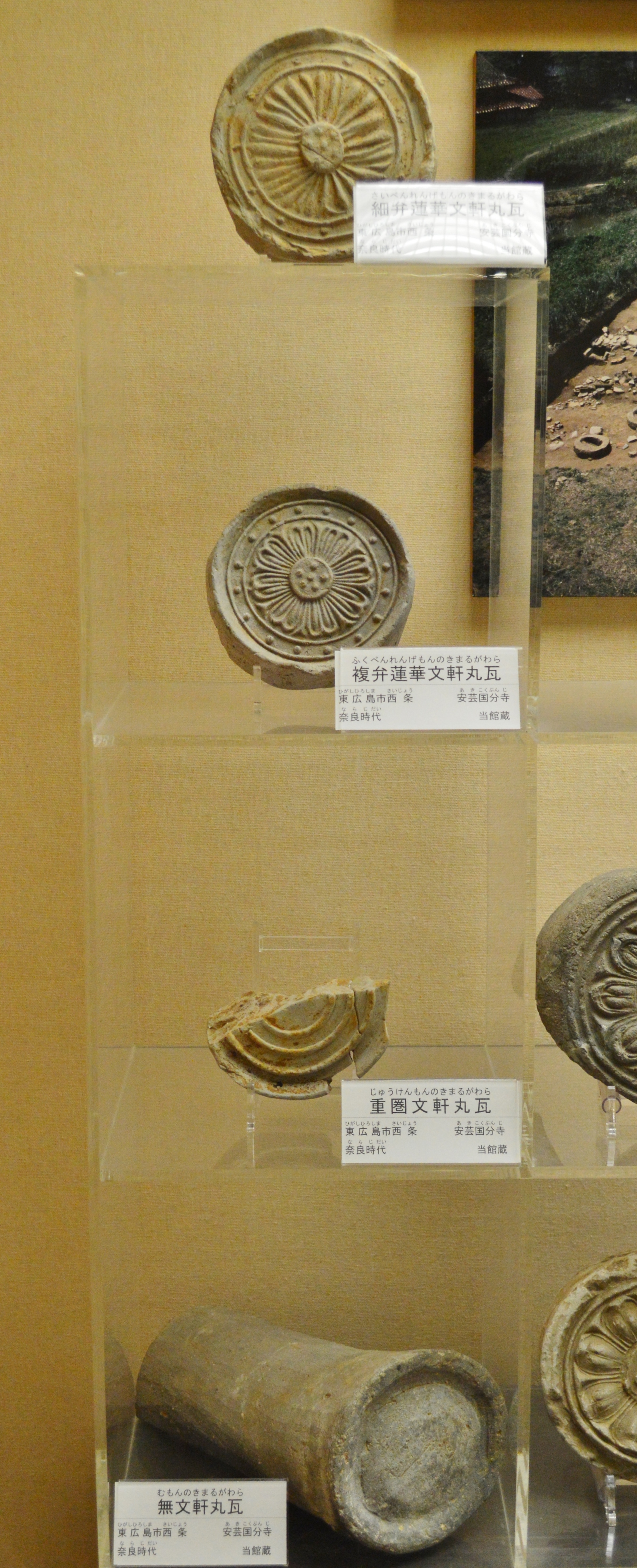
安芸国分寺出土 軒丸瓦

## 公園データ
- 所在地 〒729-6216 広島県三次市小田幸町122
- 公園面積 30ha
- 開園時間 9:00～17:00
- 駐車場 130台 無料
- 休園日 無休

- みよし風土記の丘 - 地理院地図
- みよし風土記の丘 - Google マップ

## 交通
- 中国自動車道　三次ICより5km
- JR三次駅から備北交通「風土記の丘入口」バス停から徒歩5分
- JR神杉駅から徒歩20分強。